# The Outfit (computerspel)
The Outfit is een Third-person shooter voor de Xbox 360 ontwikkeld door Relic Entertainment en uitgegeven door THQ.

## Verhaal
The Outfit speelt zich af in de Tweede Wereldoorlog, net na het begin van D-Day. Je bent als speler bestuurder van The Outfit, een elitegroep van drie soldaten. Je speelt gedurende een serie missies verschillende thema's, zoals het vernietigen van Duitse gebouwen, het opzoeken van het Franse verzet, en het beschermen van Amerikaanse paratroopers. Als speler heb je beschikking over Field-Units (FU's), dit zijn units die je kunt gebruiken om tanks, jeeps, wapens en soldaten te bestellen. Via het destruction on demand system is alles er binnen 5 seconden.

## Figuren
- Deuce Williams, de leider van The Outfit.
- Primair wapen: Bazooka
- Secundair wapen: .45 revolver
- Frag Grenade

- JD(John Davis)Tyler: stealthmeester en sniper van The Outfit.
- Primair wapen: Sniper Rifle
- Secundair Wapen: Shotgun
- Molotovcocktail

- Tommy Mac: de spieren van de groep.
- Primair wapen: machinegeweer
- Secundair wapen: vlammenwerper
- Sticky Bomb

## Destruction On Demand
Via Destruction On Demand(DoD) zijn verschillende wapens en voertuigen te verkrijgen met Field-Units. Deze FU's zijn te verkrijgen met het doden van Duitse soldaten, het uitvoeren van opdrachten en het behalen van medailles.